# 妙見寺 (大阪府太子町)
妙見寺（みょうけんじ）は、大阪府南河内郡太子町にある曹洞宗の寺院。山号は天白山。本尊は十一面観音菩薩。

## 歴史
言い伝えなどによれば598年（推古天皇6年）に蘇我馬子の開基により創建されたと伝えられる。室町時代以降衰退し、江戸時代の1645年（正保2年）に再興され、真言宗から曹洞宗に改宗された。しかし、その後再び衰退して明治に入って1880年（明治13年）ようやく現在地に移って再興された。

## 所在地
- 大阪府南河内郡太子町大字春日1624

## 文化財

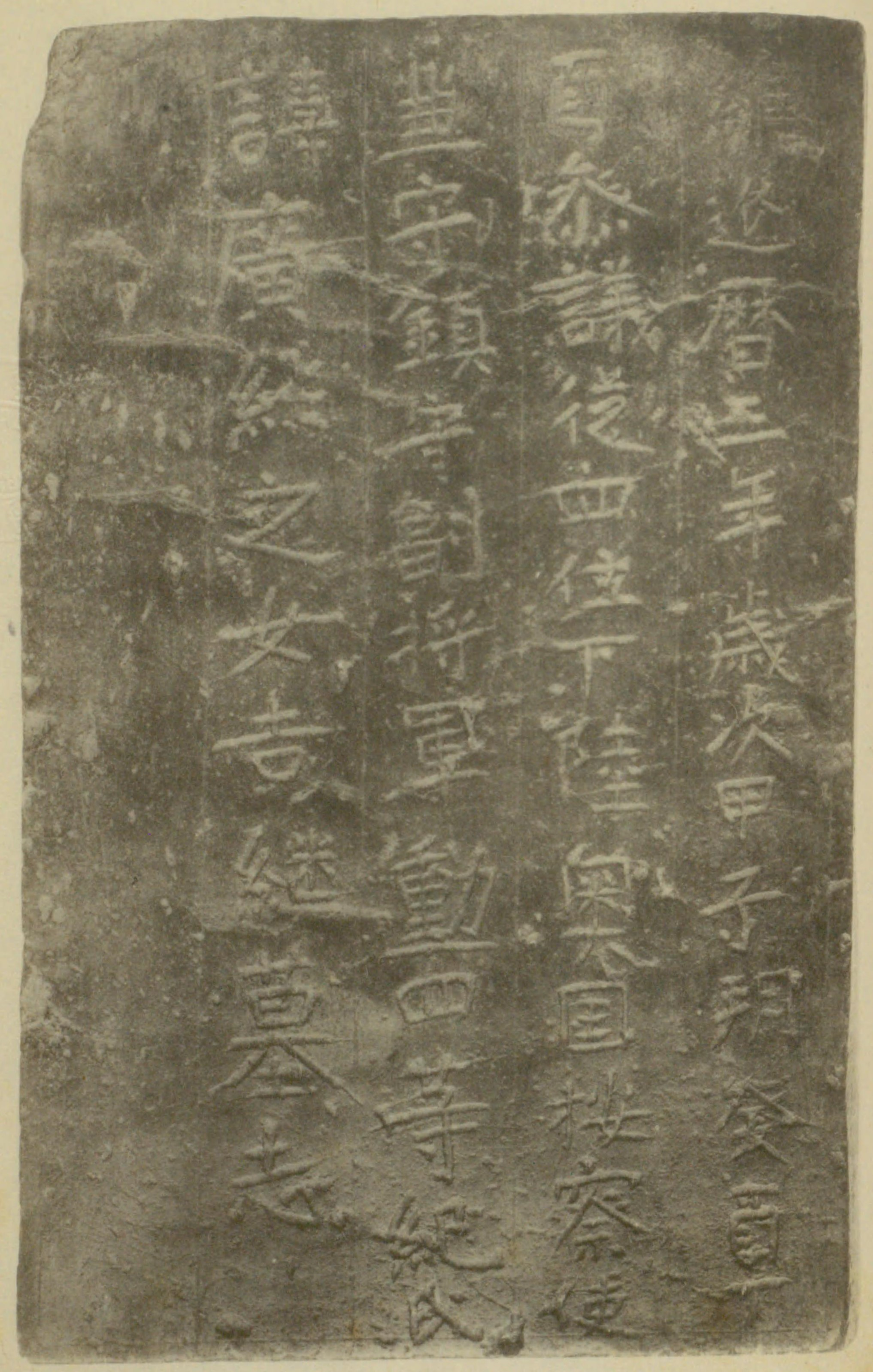
紀吉継墓誌（重要文化財）

- 紀吉継墓誌（重要文化財） - 江戸時代に裏山から出土したと伝わる。